# Surville (Calvados)
Surville è un comune francese di 468 abitanti situato nel dipartimento del Calvados nella regione della Normandia.

## Società

### Evoluzione demografica
Abitanti censiti